# کولشه کوشچیلنه
کولشه کوشچیلنه (به لهستانی:  Kulesze Kościelne) یک روستا در لهستان است که در گمینا کولشه کوشچیلنه واقع شده‌است.